# 4-3-3

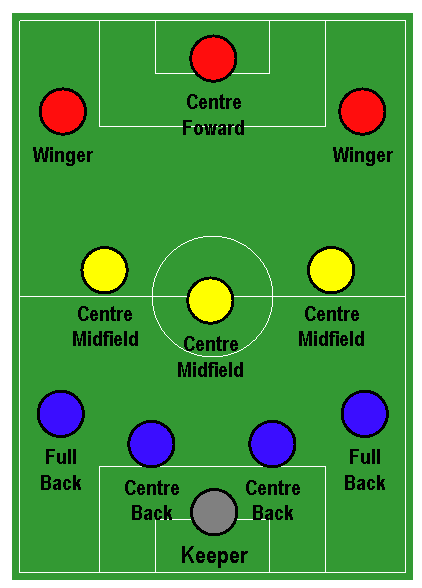
Il 4-3-3

Il 4-3-3 è un modulo di gioco del calcio. Consiste nello schierare 4 difensori, 3 centrocampisti e 3 attaccanti.

## Il modulo
Diretto discendente del 4-2-4 (o "sistema diagonale") usato dalla Nazionale brasiliana negli anni '50, deve la sua origine all'arretramento di un attaccante sulla linea mediana; in tal modo viene mantenuta la propensione offensiva della squadra, pur assicurando una maggior copertura difensiva. In senso storico, rappresenta anche il modulo di partenza del calcio totale. In Italia viene introdotto dal Foggia di Zdeněk Zeman, che nei primi anni '90 del XX secolo si afferma come una realtà della Serie A capace di sfiorare più volte la qualificazione alla Coppa UEFA.
La difesa mantiene i tradizionali compiti di marcatura, ma i laterali possono anche supportare l'azione con cross ed inserimenti. A centrocampo, ricopre una posizione cruciale il regista: le sue capacità di impostazione e costruzione del gioco risultano fondamentali per l'equilibrio in campo, mentre ai mediani è richiesto sia di ripiegare (per aiutare i difensori, in situazioni di non possesso) che di proporsi in avanti. In attacco trovano invece spazio tre calciatori, due dei quali schierati esterni: è talvolta consuetudine far giocare un'ala sul lato opposto rispetto al suo piede preferito, cosicché la tendenza ad accentrarsi possa indurre i difensori avversari ad allargarsi, ampliando la zona a disposizione per effettuare attacchi. A coprire tali "buchi" possono intervenire i terzini e centrocampisti, offrendo dunque maggiori soluzioni per la conclusione a rete.
Degno di nota è anche il ruolo del centravanti, le cui caratteristiche possono variare: una punta centrale agile e veloce può infatti risultare utile quanto una «boa» statica, che però è più capace nel gioco aereo e al tiro dalla distanza. Del 4-3-3 non va - infine - sottovalutato il considerevole dispendio di energie, causato dal continuo movimento atto a scongiurare eventuali situazioni di inferiorità numerica. A tal fine, è spesso richiesto il rientro delle ali in fase di non possesso per applicare il pressing e contrastare l'avanzata avversaria.
È un modulo che richiede qualità tecnica agli interpreti (soprattutto a centrocampo) e intelligenza tattica ai difensori esterni.
I centrocampisti possono disporsi in linea oppure su due linee, con due mezze ali ed il terzo centrocampista come regista difensivo (mediano) oppure offensivo (trequartista).

### I numeri del 4-3-3

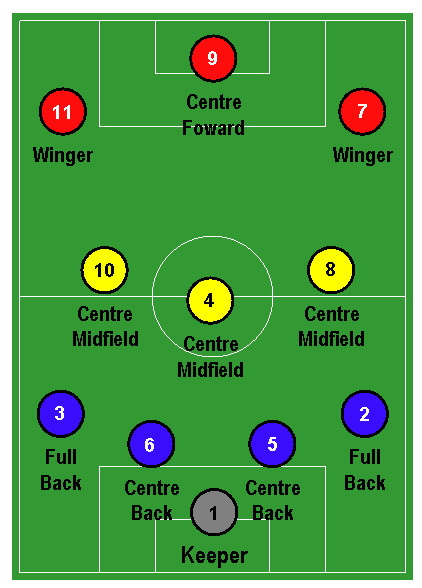
I numeri del 4-3-3

La numerazione associata ai ruoli, nel 4-3-3, prevedeva l'assegnazione seguente:
- 2 e 3 ai terzini, destro e sinistro
- 4 al mediano
- 5 e 6 ai centrali difensivi
- 8 e 10 alle mezzali (centrocampisti esterni)
- 7 e 11 alle ali (attaccanti laterali)

Il portiere e il centravanti, come da tradizione, mantenevano l'1 e il 9.

## Squadre che hanno utilizzato il 4-3-3
Moltissime squadre, sia selezioni nazionali sia club, hanno utilizzato il 4-3-3, che dagli anni duemiladieci è diventato lo schema di gioco più inflazionato tra gli allenatori ad altissimo livello. In particolare, la possibilità di schierare tre attaccanti senza grandi compiti in fase difensiva è largamente sfruttata.

### Club

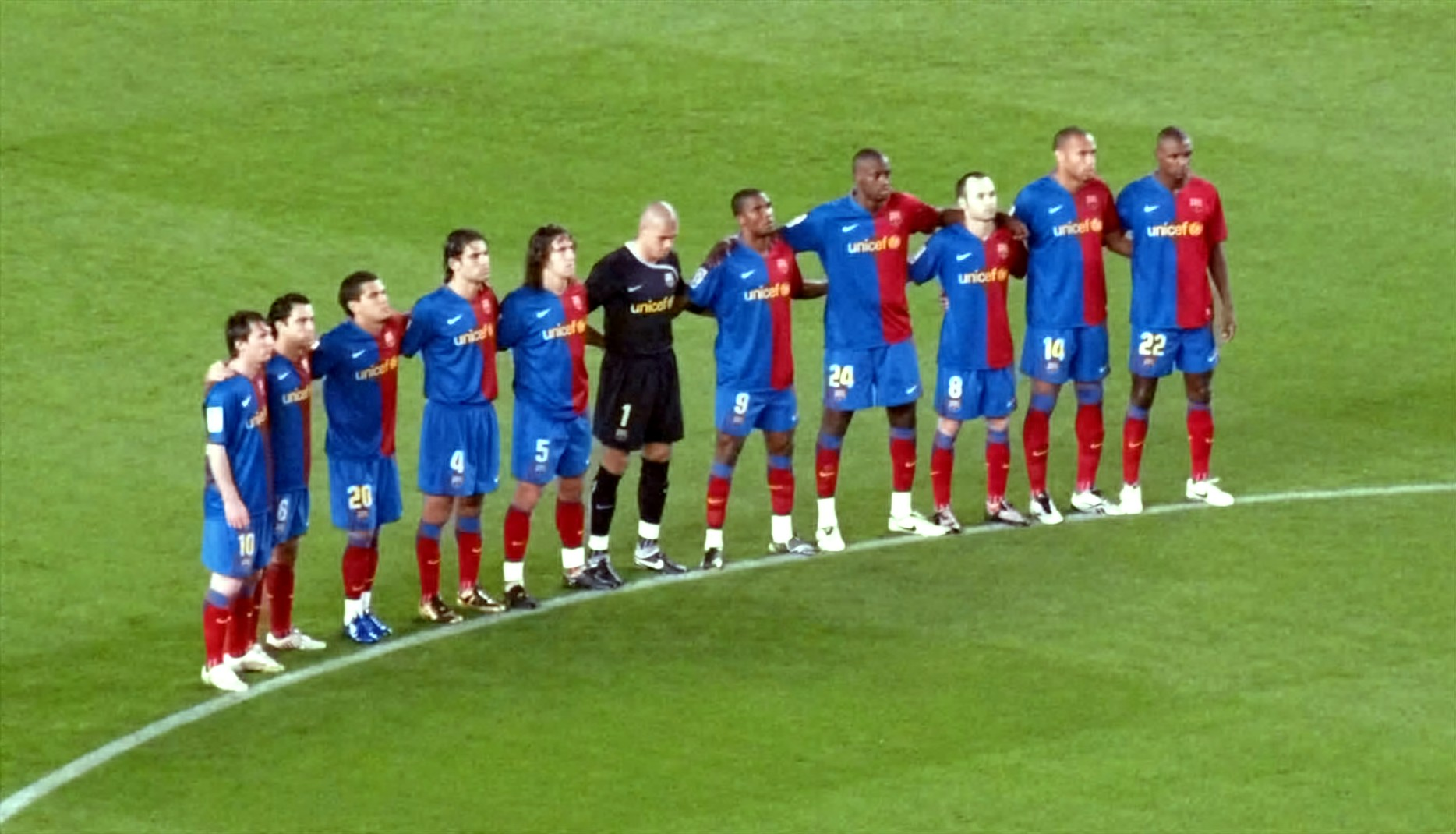
Il Barcellona di Pep Guardiola nel 2008, il cui modulo era il 4-3-3

- Tutte le squadre di Zdenek Zeman. L'allenatore di Praga, naturalizzato italiano, ha segnato il calcio italiano con il suo 4-3-3, un marchio di fabbrica del calcio del suo paese (e generalmente dell'Europa dell'est[12][13]), riuscendo a lanciare vari talenti. Alla guida del Foggia, una squadra di neopromossi e di giovani scommesse, attraverso il duro lavoro e schemi offensivi eseguiti ad una velocità inconsueta, il tecnico ceco ruba la scena ai più blasonati club di Serie A, sfiorando la qualificazione alle coppe europee. Con il Lecce 2004-2005 Zeman detiene due record: sotto la sua guida la squadra salentina ottiene il proprio record stagionale di punti nella massima serie ed è tutt'oggi l'unica squadra ad essersi salvata in Italia con la difesa più battuta del campionato. Nel 2011-2012 il boemo riporta il Pescara in massima serie dopo vent'anni, vincendo il campionato cadetto con ben 83 punti a pari merito con il Torino e con il miglior attacco (90 gol messi a segno). La sua fase offensiva, amata da Arrigo Sacchi e Pep Guardiola, si studia a Coverciano e tanti allenatori (alcuni dei quali ex giocatori delle squadre allenate da Zeman) si ispirano a lui.

- Il Manchester Utd di Alex Ferguson nella stagione 2007-2008, vincitore del Community Shield e della Champions League, adottava un 4-3-3 "asimmetrico", nel quale il tridente d'attacco era formato da Cristiano Ronaldo, Rooney e Tévez. La posizione da ala del portoghese non era bilanciata dal lato opposto, pertanto si perdeva la corrispondenza rispetto al centro del campo tra le due fasce. Con Giggs sul terreno di gioco, lo schema si poteva trasformare in un 4-4-2 offensivo[14]

- Il Barcellona[15] di Josep Guardiola, divenuto celebre per lo stile di gioco denominato tiki-taka[16], grazie a questo sistema vinse tra il 2008 e il 2012 tre campionati spagnoli (2008-2009, 2009-2010 e 2010-2011), due Coppe del Re (2008-2009 e 2011-2012), tre Supercoppe spagnole (2009, 2010 e 2011), due Champions League (2008-2009 e 2010-2011), due Supercoppe UEFA (2009 e 2011) e due Coppe del mondo per club (2009 e 2011). Il centrocampo prevedeva un regista arretrato (solitamente Busquets) e due interni di centrocampo dotati tecnicamente e abili sia negli inserimenti sia come rifinitori (tipicamente Xavi e Iniesta, con Touré e Keita quali alternative); il reparto avanzato si schierava con tre attaccanti veri. Negli anni gli interpreti scelti furono molti: Messi (da esterno, trequartista oppure falso nueve, cioè punta centrale che svariava come playmaker a tutto campo, così da creare spazio ai compagni); Henry ed Eto'o, ali o centravanti; Ibrahimović, "boa" centrale statica; Pedro e Bojan, soprattutto a partita in corso, da esterni "alti"; Sánchez nella veste di uomo assist, esterno, o finalizzatore[17][18][19]
- Il Lanús di Guillermo Barros Schelotto, vincitore a sorpresa[20] della Coppa Sudamericana nel 2013[20]
- Il Real Madrid di Carlo Ancelotti nella stagione 2013-2014, vincitore per la decima volta del massimo trofeo continentale e della Coppa nazionale. Il trio d'attacco era formato, da sinistra verso destra, da Cristiano Ronaldo, Benzema e Bale.[21]
Nelle stagioni successive Zinédine Zidane ha riproposto lo stesso modulo, vincendo due Champions League (2015-2016 e 2016-2017), una Liga (2016-2017), una Supercoppa UEFA (2016) ed un mondiale per club (2016). Nel tridente si intercambiavano ai tre citati anche Isco o Asensio (sull'esterno) e Morata (come punta centrale)[22][23]
- Il Barcellona di Luis Enrique nelle stagioni 2014-2015 e 2015-2016, vincitore del triplete la prima annata (Primera División, Copa del Rey e Champions League) e di quattro titoli la seconda (Liga, Coppa del Re, Supercoppa UEFA e Coppa del mondo per club).[24][25] I terzini dotati tecnicamente e propositivi in fase offensiva erano Dani Alves (a destra) e Jordi Alba (a sinistra)[26]; il trio d'attacco formato da Messi, Neymar e Suárez è stato il più prolifico della storia[27][28]
- Il Bayern Monaco allenato da Jupp Heynckes nella stagione 2017-2018, capace di vincere Bundesliga e Supercoppa tedesca, il cui terzetto offensivo era rappresentato da Lewandowski centravanti, con ai lati due fra Robben, Ribéry, Rodríguez (il quale poteva agire anche da interno di centrocampo), Müller e Coman[29]
- Il Napoli sotto la guida di Maurizio Sarri nella stagione 2017-2018, secondo in campionato, che impressionò positivamente per il gioco espresso.[30][31] I tre d'attacco erano solitamente Callejon, Mertens e Insigne[32]
- L'Ajax di Erik ten Hag, che dal 2018 al 2020 ha vinto una Eredivisie (2018-2019), una Coppa nazionale ed ha raggiunto la semifinale di Champions League, esprimendo un calcio dinamico ed esteticamente apprezzato.[33] I centrocampisti di qualità erano van de Beek e de Jong, mentre il reparto offensivo era costituito da Tadić, Ziyech e Neres (o Promes); Huntelaar era la punta centrale pronta a subentrare a partita in corso[34][35]
- Il Liverpool messo in campo da Jürgen Klopp dal 2018 al 2020, vincitore di una Premier League, una Champions League, una Supercoppa UEFA ed un mondiale per club. Il pacchetto avanzato titolare era formato da Mané, Firmino e Salah, mentre le prime scelte come riserve erano Origi, Sturridge e Shaqiri[36]
- Il Paris Saint-Germain della stagione 2019-2020 che, con Thomas Tuchel in panchina, è riuscito ad aggiudicarsi tutti i titoli francesi: la Ligue 1, la Coppa di Francia, il Trofeo della Lega e la Supercoppa nazionale. La squadra parigina ha inoltre raggiunto l'atto finale in Champions League, venendo sconfitta. Il tridente poteva contare su Neymar, Mbappé, Di María, Icardi e Sarabia[37]
- Il Siviglia di Julen Lopetegui nella stagione 2019-2020, vincitore dell'Europa League, il cui tridente era composto da de Jong, Ocampos e Munir El Haddadi[38]
- Il Napoli di Luciano Spalletti nella stagione  2022-2023, vincitore della Serie A con un ampio margine sui rivali, e che ha raggiunto i quarti di finale nella UEFA Champions League, il miglior piazzamento di sempre del club nella massima competizione europea. Facevano parte del tridente d'attacco Hirving Lozano, alternato a Matteo Politano, Khvicha K'varatskhelia e Victor Osimhen.

### Nazionali

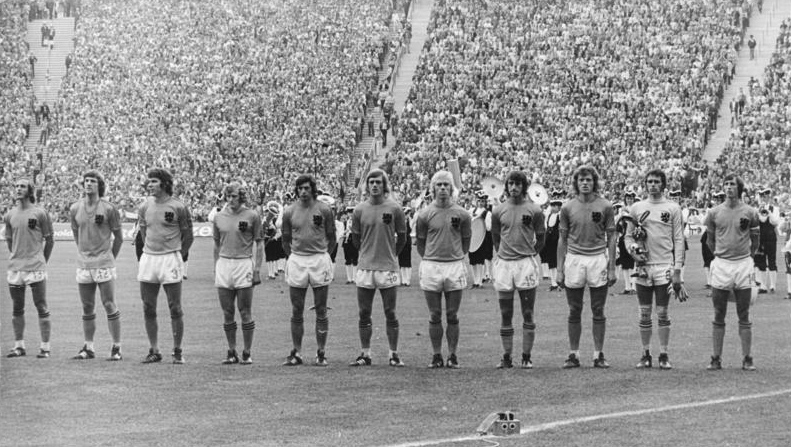
La nazionale dei Paesi Bassi del Calcio totale si disponeva con il 4-3-3

- I Paesi Bassi agli ordini di Rinus Michels (massimo esponente del totaalvoetbal), nazionale finalista al campionato del mondo 1974, si schieravano con questo modulo: i terzini che aiutavano la manovra offensiva erano Krol a sinistra e Suurbier a destra; le mezzali Neeskens e van Hanegem; le ali Rensenbrink e Rep; infine la stella Cruijff ad agire come centravanti[39], anche se fungeva a tutti gli effetti da regista a tutto campo, il quale creava spazio per tutti gli accorrenti e solo inizialmente si posizionava come falsa punta centrale[40][41]
- La Spagna di Luis Aragonés, vincitrice dell'Europeo nel 2008: Xavi e Fàbregas agivano da mezzali; Iniesta e David Silva (o Pedro) supportavano lateralmente la punta centrale Villa (o Torres)[42]
- L'Argentina allenata da Alejandro Sabella finalista al campionato del mondo 2014, nella quale il tridente era composto da Lavezzi (o Agüero), Messi e Higuaín[43]
- La Francia agli ordini di Didier Deschamps, campione del mondo a Russia 2018, si schierava con un 4-3-3, nel quale il ruolo di mediano centrale era affidato a Kanté ed il tridente vario era formato da Mbappé (esterno veloce), Griezmann (fantasista) e Giroud (centravanti fisico e statico)[44]
- La Spagna del selezionatore Luis Enrique dal 2018 al 2022 ha usato spesso tale sistema: nell'undici iberico il ruolo di mediano centrale, una sorta di playmaker e interditore, è stato ricoperto da Busquets (oppure da Rodri); il centravanti era Morata con a supporto le due ali, posizione ricoperta alternativamente da Asensio, Isco, Ferrán Torres, Rodrigo, Moreno e Dani Olmo[45]
- L'Italia del commissario tecnico Roberto Mancini, vincitrice del campionato d'Europa 2020 dal 2019 e per le qualificazioni a Qatar 2022 ha scelto di disporsi con il 4-3-3, i cui terzini di spinta erano Spinazzola o Emerson Palmieri (a sinistra) e Florenzi o Di Lorenzo (a destra), il cui centrocampo di qualità era formato da Jorginho (o Locatelli), Verratti (o Sensi) e Barella (o Pellegrini), mentre il tridente offensivo era costituito da Insigne, Immobile (o Belotti) e Chiesa (o Berardi), con le possibili rotazioni ulteriori di Kean e Bernardeschi[46][47]